# Corps Saxonia Bonn

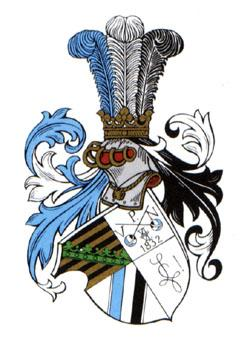
Saxonias Wappen

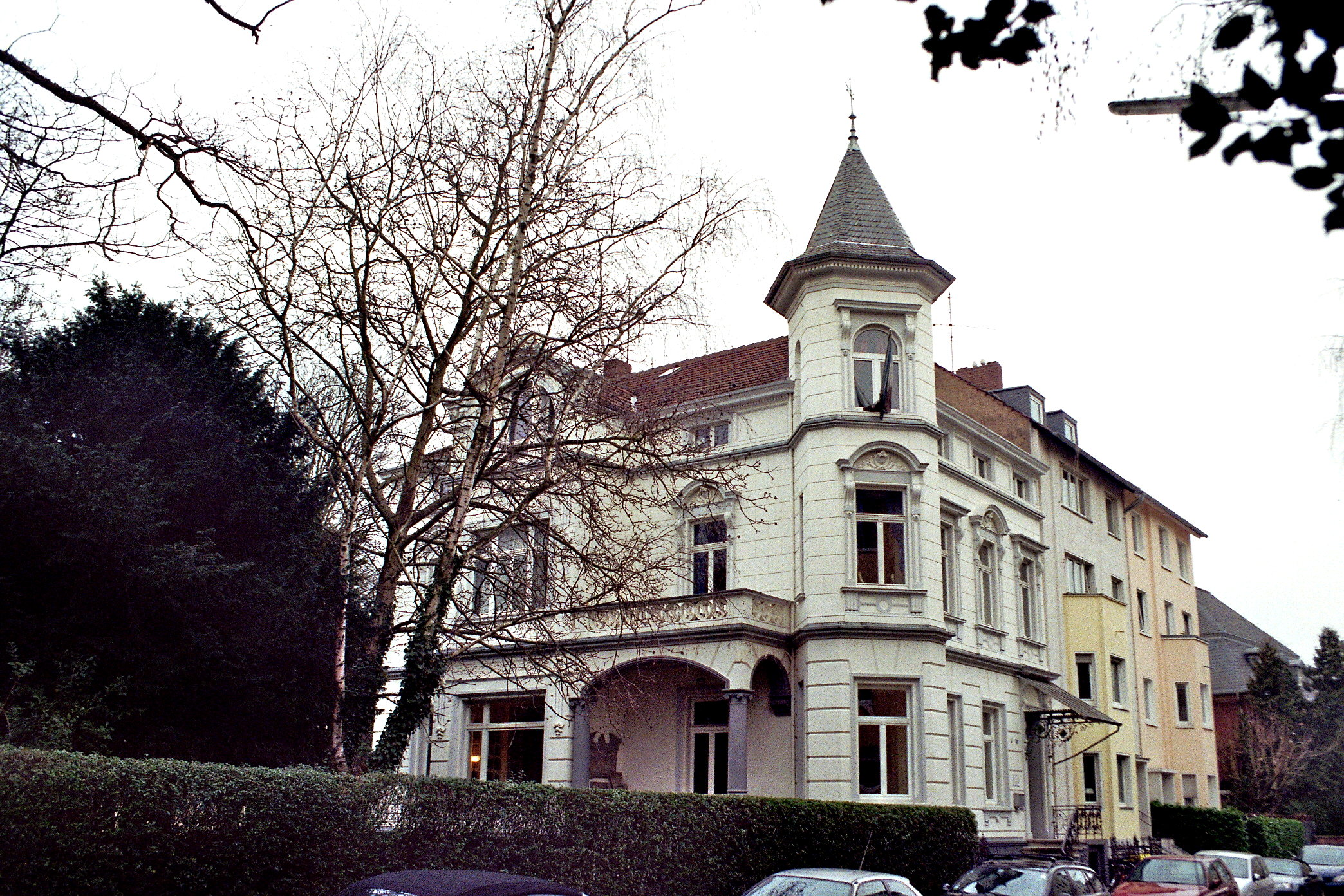
Haus des Corps Saxonia in der Haydnstr. 8

Das Corps Saxonia Bonn  ist ein Corps (Studentenverbindung) im Kösener Senioren-Convents-Verband (KSCV), dem zweitältesten Dachverband deutscher Studentenverbindungen. Das Corps ist pflichtschlagend und farbentragend. Es vereint Studenten und ehemalige Studenten der Rheinischen Friedrich-Wilhelms-Universität Bonn. Die Corpsmitglieder werden „Bonner Sachsen“ genannt.

## Couleur
Saxonia hat die Farben „hellblau-weiß-schwarz“ mit silberner Perkussion. Dazu wird ein hellblauer Stürmer getragen. Die Sachsenfüchse tragen ein Fuchsenband in „hellblau-weiß-hellblau“ mit silberner Perkussion und statt des Stürmers eine hellblaue Mütze. Der Wahlspruch lautet „Furchtlos und treu!“, der Wappenspruch „Virtus palladium nostrum!“ (deutsch: "Die Tugend ist unsere Auszeichnung").

## Mitgliedschaft
Corps sind die älteste Form studentischer Verbindungen, deren Ursprünge bis in das Mittelalter zurückreichen. In ihrer heutigen Form sind Corps vor allem in der ersten Hälfte des 19. Jahrhunderts entstanden und unterscheiden sich nicht nur aufgrund ihres Alters oder der Pflichtmensur von anderen traditionellen Korporationen. Vielmehr ist es ihr ausgeprägt liberaler Ansatz, der Corps auszeichnet. Das von Corps gepflegte Toleranzprinzip verbindet die Mitglieder eines Corps in lebenslanger Freundschaft, unabhängig von deren Herkunft, Religion, politischen Überzeugung oder wissenschaftlichen Orientierung.
Das Toleranzprinzip der Corps markiert so im Vergleich zu anderen Korporationen, die etwa ein politisches oder konfessionelles Prinzip pflegen, das wesentliche ideelle Alleinstellungsmerkmal. Nicht Politik oder Religion stehen im Mittelpunkt der über 200-jährigen Geschichte der Corps, sondern lebenslange Freundschaft und die Förderung von Studenten zu charakterfesten, verantwortungs- und leistungsbewussten Persönlichkeiten, die später im Beruf erfolgreich und in der Zivilgesellschaft engagiert sein sollen.
Jeder männliche Student an einer Hochschule, die akademische Grade verleiht, kann Mitglied bei Saxonia Bonn werden. Über seine Aufnahme entscheiden die studierenden Aktiven des Corps (Aktivitas). Nach Abschluss des Studiums bleiben die Alten Herren dem Corps gemäß dem Lebensbundprinzip verbunden.

## Geschichte

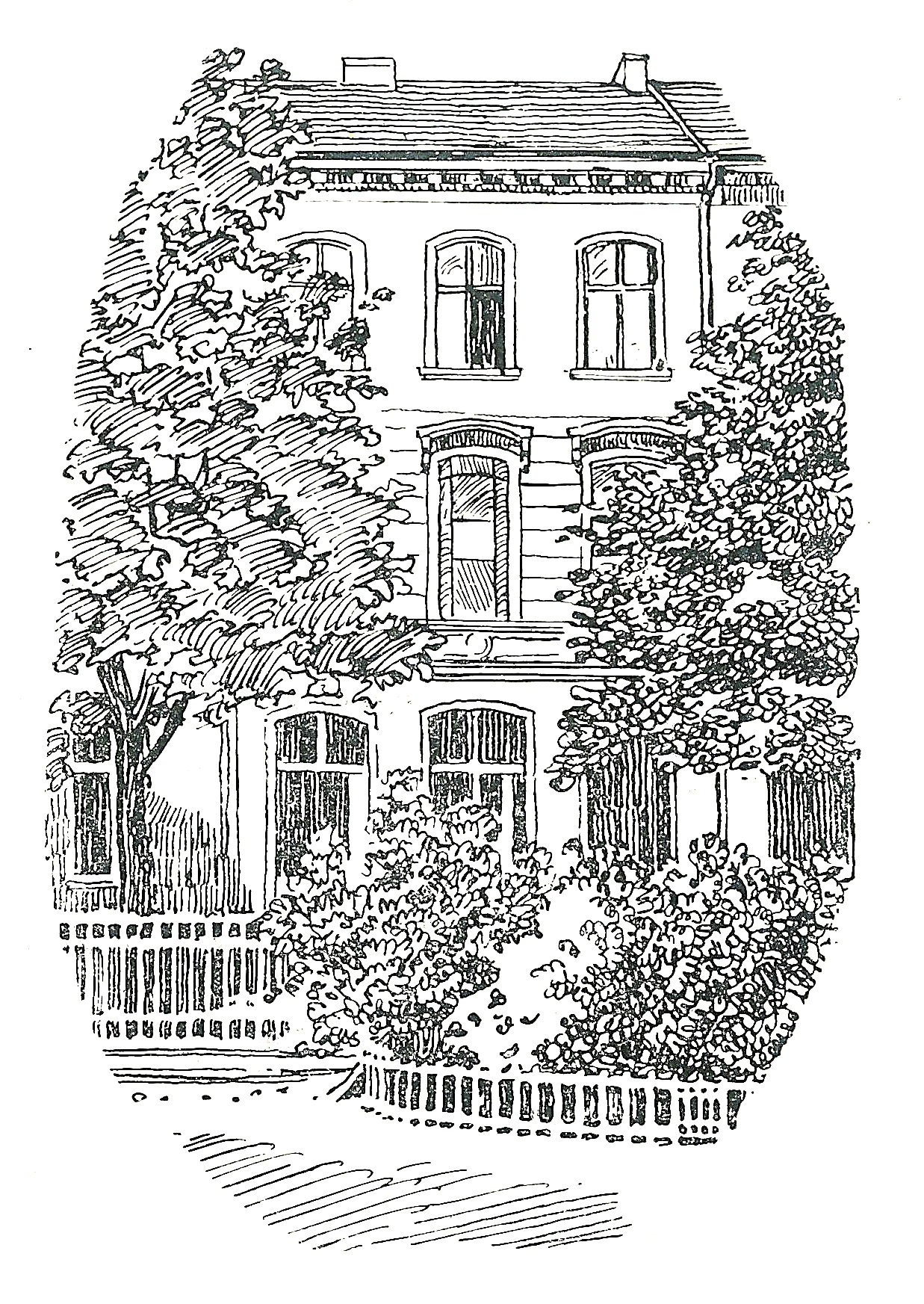
Früheres Haus der Saxonia in der Bahnhofstr. 40, 1910

Das Corps Saxonia wurde am 6. Juni 1832 von Studenten an der Universität Bonn gegründet. Es ist über den Senioren-Convent zu Bonn seit dem Jahre 1856 Mitglied des Kösener Senioren-Convents-Verbands (KSCV). Im Jahre 1927 bezog das Corps die Villa Ingenohl unmittelbar am Rhein als neue Heimat. Um einer allgemeinen Zwangsauflösung aller Corpsbetriebe durch das NS-Regime zuvorzukommen, wurde die Saxonia im Jahre 1935 suspendiert.
Nach dem Zweiten Weltkrieg schloss sich Saxonia Bonn am 17. März 1951 mit dem Corps Saxonia Jena zum Corps Saxonia Jena et Bonn zu Bonn zusammen. Die gemeinsamen Farben waren fortan dunkelblau-hellblau-weiß-schwarz. Unter dem neuen Namen wurde Saxonia dann auch wieder Mitglied im SC. Im November 1956 fand die Einweihung des neuen Corpshauses an der Haydnstraße statt. Das aus der Gründerzeit stammende Corpshaus ist über ein Jahrhundert alt und steht unter Denkmalschutz. Es findet heute noch im Bonner Villenführer Erwähnung. Als nach der deutschen Vereinigung die Rückkehr nach Jena möglich war, trennten sich die Corps in Freundschaft.

## Verhältnisse
Aufgrund der Struktur seiner Verhältnisse zu anderen Corps wird Saxonia Bonn zum Roten Kreis (siehe Kösener Kreise) im KSCV Kösener Senioren-Convents-Verband gezählt. Der rote Kreis vertritt das Freundschafts- und Toleranzprinzip.
Folgende Corps neben Saxonia Bonn gehören zum roten Kreis
- Corps Borussia Tübingen

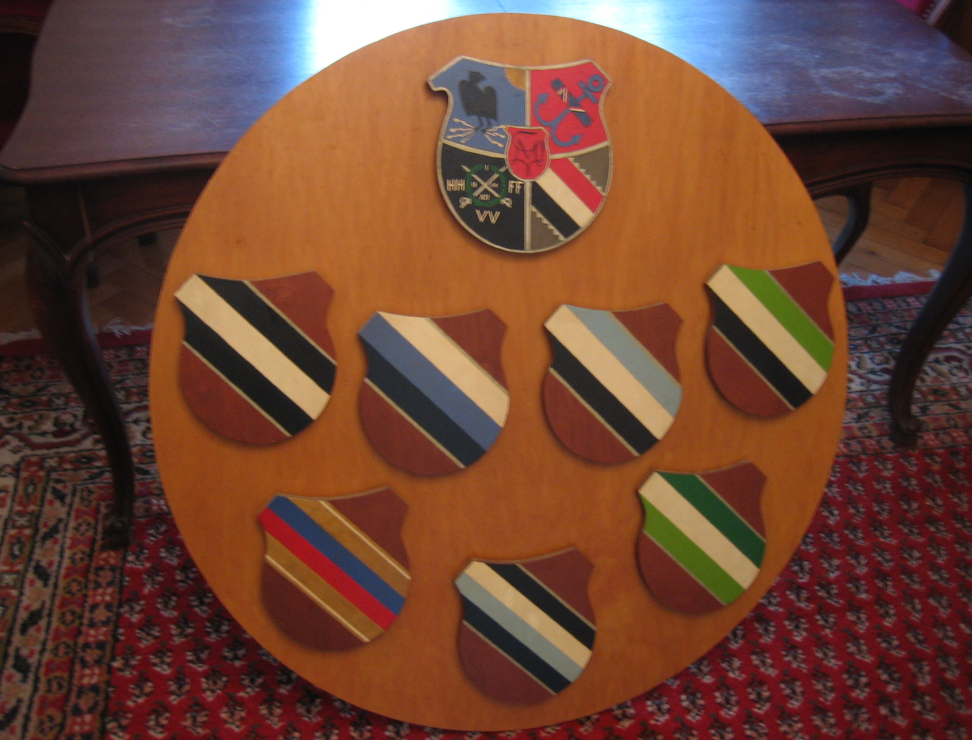
Roter Kreis

- Corps Hildeso-Guestphalia Göttingen
- Corps Marcomannia Breslau zu Köln
- Corps Saxonia Jena
- Corps Vandalia Rostock

## Bonner Sachsen
In alphabetischer Reihenfolge
- Friedrich Althoff (1839–1908), Kultur- und Wissenschaftspolitiker im Deutschen Kaiserreich
- Wilhelm Bahlmann (1828–1888), Kreisgerichtsdirektor, Vortragender Rat im Preußischen Kultusministerium, MdHdA
- Peco Bauwens (1886–1963), Präsident des Deutschen Fußball-Bundes (DFB)
- Ferdinand Berg (1852–1924), Landrat der Landkreise Steinburg und Sankt Goarshausen
- Friedrich Bayer (Unternehmer, 1851)
- Richard Bayer (1883–1972), Industrieller (Bayer AG)
- Gustav Biesenbach (1831–1893), Rechtsanwalt und Parlamentarier
- Arthur Binz (1868–1943), Chemiker
- Hugo Blanck (1836–1893), Professor für organische Chemie
- Fritz Bluhme (1869–1932), Generalstaatsanwalt und Präsident des Strafvollzugsamtes in Frankfurt am Main
- Wilhelm Boele (1843–1919), Reichsgerichtsrat
- Jobst Böning (* 1939), Psychiater in Würzburg
- August von Bönninghausen (1831–1904), Landrat in Coesfeld
- Theodor Claessen (1821–1898), Notar, MdHdA
- Ludwig Dionysius (1868–1922), Landrat des Kreises Gnesen, Mitglied des Provinziallandtags von Posen, MdHdA
- Ernst Gerhard Dresel (1885–1964), Hygieniker
- Gustav Drevs (1907–1988), Politiker
- Merten Drevs (1934–2022), Jurist in der Finanzverwaltung, Staatssekretär in Mecklenburg-Vorpommern
- Theodor Duesberg (1837–1891), Verwaltungsjurist, MdR
- Adolf Ernst von Ernsthausen (1827–1894), Oberpräsident in Westpreußen
- August Evelt (1828–1904), Landgerichtspräsident, MdR
- Wilhelm Föllmer (1908–2007), Gynäkologe
- Hermann Ariovist von Fürth (1815–1888), Jurist, MdHdA, MdR
- Friedrich Gallenkamp (1818–1890), Reichsgerichtsrat, Richter am Reichsoberhandelsgericht
- Carl Geißler (1817–1896), Jurist, MdHdA
- Heinrich Ernst Göring (1838–1913), Jurist und Diplomat
- Julius Goesen (1816–1872), Richter, MdHdA
- Leo Gräff (1836–1889), Generaldirektor der Hibernia AG
- Fritz Gummert (1895–1963), Vorstandsmitglied der Ruhrgas AG, Ehrensenator der TU Berlin
- Albert Halley (1843–1920), Kreisdirektor in Erstein, Altkirch und Zabern, ständiger Kommissar zum Bundesrat für Elsaß-Lothringen, stellvertretender Bevollmächtigter Preußens und Braunschweigs zum Bundesrat
- Clemens Heitmann (1818–1894), Amtsgerichtsrat, MdHdA
- Philipp Herberz († 1881), Landrat des Landkreises Krefeld
- Julius von Hülst (1828–1859), Verwaltungsbeamter und Gutsbesitzer
- Julius Illing (1816–1893), Verwaltungsjurist, Vortragender Rat im preußischen Ministerium des Innern
- Karl Kaufmann (1863–1944), Landrat der Kreise Malmedy und Euskirchen, Vorsitzender des Eifelvereins, Schriftsteller
- Hans Kirchholtes (1882–1959), Generalkonsul in Damaskus, deutscher Gesandter in Addis Abeba
- Heinrich Kirchholtes (1886–1959), Bankier
- Otto Carl Köcher (1884–1945), Gesandter in Bern
- Arnold von Lasaulx (1839–1886), Geologe und Mineraloge
- Walther Plugge (1886–1960), Rechtsanwalt, Notar, Urheberrechtler
- Karl Rebender (um 1873–1918), Kreisdirektor in Bolchen
- Wilhelm Reichmann (1920–2016), Mediziner
- Hans Reimann (1888–1978), Syndikatsdirektor
- Adolf Remelé (1839–1915), Mineraloge und Geologe
- Ferdinand Riefenstahl (1826–1870), Jurist, MdHdA
- Hubertus Rolshoven (1913–1990), Industriemanager
- Karl von Sandt (1826–1890), Landrat des Landkreises Bonn
- Theodor Scheffer-Boichorst (1819–1898), Oberbürgermeister von Münster, MdHdA, MdHH
- Eduard Schmitz (1838–1895), Verwaltungsjurist, Landrat der Kreise Wiedenbrück und Gladbach
- Josef Schumacher (1841–1904), Erster Staatsanwalt, MdHdA
- Konrad Seige (1921–2017), Internist und Hochschullehrer
- Victor Sittel (um 1837–1895), Amtmann in Usingen, Kreisdirektor in Hagenau, Bolchen und Metz, Landesrat in Düsseldorf
- Edmund van der Straeten (1819–1887), Bürgermeister von Gerresheim, MdHdA
- Hermann Strahl (1866–1924), Landrat im Kreis Kempen und im Siegkreis
- Christian Streffer (* 1934), Strahlenbiologe, Rektor der Universität Essen
- Heinrich Konrad von Studt (1838–1921), Kultusminister im Königreich Preußen
- Max Tappenbeck (um 1866–1902), Landrat des Kreises Lyck
- Richard Vopelius (1843–1911), Industrieller und Politiker
- Karl Weierstraß (1815–1897), Mathematiker
- Hugo Wesendonck (1817–1900), Mitglied der Frankfurter Nationalversammlung, deutsch-amerikanischer Unternehmer
- Joseph Willebrand (1829–1922), Amtsgerichtsrat, MdHdA
- Levin von Wintzingeroda-Knorr (1830–1902), Politiker
- Bernhard Wuermeling (1821–1868), Justizrat, MdHdA
- Harro von Zeppelin (1904–1989), Landwirt, Ministerialbeamter